# ステゾリド
ステゾリド（英：Sutezolid、PNU-100480、PF-02341272）は、広範囲にわたる薬剤耐性結核の治療薬として現在開発中のオキサゾリジノン系抗生物質である。リネゾリドとの違いは、モルホリン酸素が硫黄原子に置換されていることである。

## Notes
- Rapid evaluation in whole blood culture of regimens for XDR-TB containing PNU-100480 (sutezolid), TMC207, PA-824, SQ109, and pyrazinamide